# Минск
Минск (на беларуски: Мінск; на руски: Минск; на полски: Mińsk) е град, столица и най-големия град на Беларус, седалище на Общността на независимите държави, както и административен център на Минска област (без да влиза в нейния състав) – има статут на отделна административна област. Населението на града през 2014 г. е 1 921 861 души.

## Наименование
Най-вероятно името на града идва от река Менка (Меня), която е приток на река Немига. Хидронимът от своя страна може да се обясни като произход от праиндоевропейския корен „men“ – „малък“, както и на литовски – „menkas“ (малък). В летописите на общоизточнославянски селището е записано като „Мѣньскъ“, „Мѣнескъ“, „Мѣнскъ“. По-късно в наименованието на селището е премахната буквата „Ѣ“ – „Меньск“, „Менеск“, „Менск“.

## Географска характеристика

### Географско положение
Градът е разположен по югоизточния склон на Минските възвишения, на около 220 метра надморска височина. Той е голям индустриален и културен център с население от около 2 милиона души, разполагащ се на територия от 308 km² от двата бряга на река Свислоч. Разделен е на 9 градски района, като включва и урбанизираното селище Сокол. Има собствен герб и химн.

### Климат
Климатът в града е умереноконтинентален. Средните годишни валежи са около 700 mm. През лятото е топло, но не горещо. Средната дневна температура през юли е +18,5 °C. Зимата е мека, с чести затопляния, средната температура през януари е -4.5 °C. През последните години е налице ясна тенденция към повишаване на температурата през зимата.
- Средногодишна температура: +6,7 °C
- Средногодишна скорост на вятъра: 2,4 m/s
- Средногодишна влажност на въздуха: 77 %

| Климатични данни за Минск, Беларус    | Климатични данни за Минск, Беларус | Климатични данни за Минск, Беларус | Климатични данни за Минск, Беларус | Климатични данни за Минск, Беларус | Климатични данни за Минск, Беларус | Климатични данни за Минск, Беларус | Климатични данни за Минск, Беларус | Климатични данни за Минск, Беларус | Климатични данни за Минск, Беларус | Климатични данни за Минск, Беларус | Климатични данни за Минск, Беларус | Климатични данни за Минск, Беларус | Климатични данни за Минск, Беларус |
| Месеци                                | яну.                               | фев.                               | март                               | апр.                               | май                                | юни                                | юли                                | авг.                               | сеп.                               | окт.                               | ное.                               | дек.                               | Годишно                            |
| Абсолютни максимални температури (°C) | 10,3                               | 13,6                               | 18,9                               | 28,8                               | 30,9                               | 32,5                               | 33,9                               | 34,6                               | 30,3                               | 24,7                               | 16,0                               | 10,3                               | 34,6                               |
| Средни максимални температури (°C)    | −2,1                               | −1,4                               | 3,8                                | 12,2                               | 18,7                               | 21,5                               | 23,6                               | 22,8                               | 16,7                               | 10,2                               | 2,9                                | −1,2                               | 10,6                               |
| Средни температури (°C)               | −4,5                               | −4,4                               | 0,0                                | 7,2                                | 13,3                               | 16,4                               | 18,5                               | 17,5                               | 12,1                               | 6,6                                | 0,6                                | −3,4                               | 6,7                                |
| Средни минимални температури (°C)     | −6,7                               | −7                                 | −3,3                               | 2,6                                | 8,1                                | 11,7                               | 13,8                               | 12,8                               | 8,2                                | 3,6                                | −1,3                               | −5,5                               | 3,1                                |
| Абсолютни минимални температури (°C)  | −39,1                              | −35,1                              | −30,5                              | −18,4                              | −5                                 | 0                                  | 3,8                                | 1,7                                | −4,7                               | −12,9                              | −20,4                              | −30,6                              | −39,1                              |
| Средни месечни валежи (mm)            | 45                                 | 38                                 | 44                                 | 42                                 | 65                                 | 89                                 | 89                                 | 68                                 | 60                                 | 53                                 | 48                                 | 49                                 | 690                                |
| ------------------------------------- | ---------------------------------- | ---------------------------------- | ---------------------------------- | ---------------------------------- | ---------------------------------- | ---------------------------------- | ---------------------------------- | ---------------------------------- | ---------------------------------- | ---------------------------------- | ---------------------------------- | ---------------------------------- | ---------------------------------- |
| Източник: Време и климат ((ru))       |                                    |                                    |                                    |                                    |                                    |                                    |                                    |                                    |                                    |                                    |                                    |                                    |                                    |

## История
Минск е древен град, чието първо споменаване датира през 1067 г. Много пъти през неговата история е опожаряван напълно и разрушаван от завоеватели, но отново и отново се възстановява от руините и всеки път с подновена външност. За това често е сравняван с митичната птица феникс, която се възражда от пепелта. В Жечпосполита е център на Минско войводство, а в Руската империя на Минска губерния.

## Население
| Година | Население |
| ------ | --------- |
| 1750   | 8000      |
| 1800   | 11 000    |
| 1850   | 24 000    |
| 1880   | 41 700    |
| 1897   | 90 900    |
| 1900   | 91 500    |
| 1910   | 110 900   |
| 1921   | 117 600   |
| 1939   | 238 800   |
| 1959   | 509 500   |
| 1970   | 907 100   |
| 1979   | 1 262 000 |
| 1985   | 1 472 000 |
| 1990   | 1 613 000 |
| 2000   | 1 688 000 |
| 2007   | 1 814 000 |

Етнически състав
| Етнос         | 1970    | 1979      | 1989      | 1999      | 2009      |
| ------------- | ------- | --------- | --------- | --------- | --------- |
| Беларуси      | 601 890 | 871 210   | 1 153 991 | 1 333 222 | 1 455 825 |
| Руснаци       | 214 260 | 282 977   | 325 125   | 264 020   | 184 070   |
| Украинци      | 35 214  | 46 226    | 53 244    | 39 948    | 27 362    |
| Поляци        | 9419    | 14 647    | 18 479    | 17 581    | 13 420    |
| Евреи         | 47 058  | 46 332    | 39 154    | 10 141    | 5187      |
| Арменци       | 687     | 1096      | 1746      | 2039      | 1955      |
| Татари        | 2182    | 2875      | 2925      | 2102      | 1239      |
| Азербайджанци | 217     | 591       | 1102      | 1559      | 1517      |
| Китайци       | …       | …         | …         | …         | 1349      |
| Туркмени      |         |           |           |           | 1016      |
| Литовци       | 757     | 695       | 892       | 724       | 935       |
| Араби         |         |           |           |           | 787       |
| Грузинци      | 324     | 518       | 897       | 828       | 687       |
| Цигани        | 953     | 1056      | 1369      | 1239      | 573       |
| Молдовани     | 360     | 496       | 839       | 511       | 392       |
| Казахи        | 223     | 297       | 526       | 189       | 386       |
| Афганци       |         |           |           |           | 326       |
| Турци         | …       | …         | …         | …         | 314       |
| Общо          | 917 428 | 1 273 496 | 1 607 077 | 1 680 567 | 1 697 340 |

## Управление
В Минск се намират парламентът и правителството на републиката.
Административното деление на град Минск е организирано през 1938 година във връзка със значителния ръст на населението на града (до 218 хил. души). С постановление на ЦИК БССР от 17 март 1938 година е създаден Сталински (от 2 ноември 1961 година – Заводски), Ворошиловски (от 2 ноември 1961 година – Съветски) и Кагановичски (от 20 юли 1957 година – Октомврийски) райони.
В настояще време територията на Минск се дели на 9 административни района:
1. Централен район
2. Съветски район
3. Първомайски район
4. Партизански район
5. Заводски район
6. Ленински район
7. Октомврийски район
8. Московски район
9. Фрунзенски район

Микрорайони:
- Вяснянка
- Дражня
- Захад
- Зяльони Луг (Зялёны Луг)
- Каменная Горка
- Кунцаушчина (Кунцаўшчына)
- Курасоушчина (Курасоўшчына)
- Лошица (Лошыца)
- Малинаука (Малінаўка)
- Масюкоушчина (Масюкоўшчына)
- Паудньови Захад (Паўднёвы Захад)
- Пауночни пасьолак (Паўночны пасёлак)
- Серабранка
- Сокал
- Сосни (Сосны)
- Сухарава
- Уручча
- Усход
- Чижоука (Чыжоўка)
- Чирвони Бор (Чырвоны Бор)
- Шабани (Шабаны)

## Икономика
Индустрията е представена от следните отрасли: машиностроене, електроника, текстил, строителство, хранителна промишленост и др.

## Инфраструктура
Минск е най-големият транспортен възел на Беларус – разположен е на главната железопътна и шосейна магистрала между Берлин и Варшава на запад и Москва на изток, както и между Прибалтика на север и Украйна – на юг. От Минск започват или преминават почти всички главни магистрали на Беларус – М1(Брест-Орша-Москва), М3(Минск-Витебск), М4(Минск-Могильов), М5(Минск-Гомел), М6(Минск-Гродно), Р23(Минск-Слуцк-Солигорск) и др. Минск разполага с много добре развита мрежа на градския обществен транспорт – освен метрото (2 линии с 28 станции), има и много автобусни и тролейбусни линии, трамваи и крайградска железница. Градът се обслужва от две летища – Минск-1 и Национален аеропорт Минск-2. На Минск-1 не се извършват редовни полети, а всички вътрешни и международни полети се изпълняват от и до Минск-2.
Има 34 висши образователни учреждения, 28 специализирани професионални училища.

## Култура
Минск е известен със своите културни забележителности:
- 16 музея, които включват Националния музей на изкуствата, Музея на изкуствата и културата на Беларус;
- 11 театъра, някои от тях са Националният театър за опера и балет, Беларуският академичен театър;
- 20 кина и
- 139 библиотеки.

Спорт
- ФК Динамо Минск
- ФК МТЗ-РИПО
- ФК „Минск“
- ФК „Локомотив“ (Минск)
- клуб СКА (хандбал)

## Известни личности
Родени в Минск
- Анжелика Агурбаш (р. 1970), певица
- Виктория Азаренка (р. 1989), тенисистка
- Оскар Андерсон (1887 – 1960), математик
- Борис Гелфанд (р. 1968), шахматист
- Дария Домрачева (р. 1986), биатлонистка
- Наташа Зверева (р. 1983), тенисистка
- Макс Мирни (р. 1977), тенисист
- Бронислава Нижинска (1891 – 1972), хореографка
- Александър Рибак (р. 1986), музикант
- Виктор Смолски (р. 1969), музикант
- Александър Хлеб (р. 1981), футболист
- Юрий Шулман (р. 1975), шахматист
- Станислав Шушкевич (1934 – 2022), политик
- Анастасия Якимова (р. 1986), тенисистка

Починали в Минск
- Давид Бронщайн (1924 – 2006), шахматист
- Иван Копец (1908 – 1941), офицер

## Други
На Минск е наречена улица в квартал „Люлин“ в София (Карта).